# Hollandais (lapin)
Pour les articles homonymes, voir Hollandais (homonymie).
Le hollandais est une race de lapin domestique très ancienne. Il a été sélectionné en Angleterre à partir de lapins venus des Pays-Bas pour approvisionner le marché anglais de viande de lapin.
Cette race de lapin présente la particularité d’avoir une robe panachée. Ce motif particulier, dont la couleur est très variable à la suite du travail des éleveurs pour introduire de nouveaux tons, a assuré le succès de la race en tant que lapin de compagnie. Il fait partie des races les plus populaires au monde dans ce cadre.

## Histoire
Cette race est déjà décrite en 1897 par Cornevin et se rencontre à l'époque en Belgique, aux Pays-Bas et Angleterre mais il semble que son origine soit bien hollandaise. Elle descend des lapins panachés du Brabant. Elle est issue de lapins hollandais qui approvisionnent dans les années 1830 le marché de la viande de lapin en Angleterre de manière hebdomadaire. Certains éleveurs anglais décident alors de sélectionner ce lapin afin de fixer son motif de coloration. Ces efforts de sélection amène ainsi à une diminution de la taille et à des taches de couleur symétriques.
Le lapin hollandais devient dès lors un lapin d'ornement, qui se développe en tant que tel dans de nombreux pays, notamment aux États-Unis.

## Description

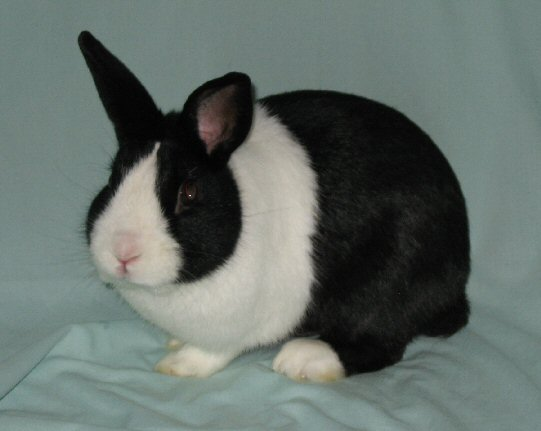
Lapin hollandais.

Le hollandais est un lapin de petite taille pesant entre 2 et 3 kilos. La tête est arrondie, jamais en forme de poire, et porte des oreilles droites qui mesurent entre 8 et 10 cm. Le corps est court et trapu et dans l’ensemble, il doit être rond.
La particularité de ce lapin est sa robe panachée. La couleur recouvre les oreilles, la nuque, les joues et les yeux ainsi que l’arrière train selon une ligne verticale au milieu du corps. La délimitation entre la couleur et le blanc du corps doit être la plus nette possible. Toutes les couleurs sont acceptées sauf l’argenté, mais on rencontre plus fréquemment le noir, le gris, le bleu, le chocolat et l'écaille de tortue (orange avec des reflets gris aux oreilles).
Le lapin hollandais est surtout actif le matin et la nuit. Le reste de la journée il est plutôt tranquille et se repose.

## Aptitudes
L’âge de reproduction des hollandais se situe autour des 7 à 9 mois. C'est une race moyennement prolifique puisqu'on compte en moyenne 6 à 8 lapereaux par portée, mais les pertes sont nombreuses avant le sevrage. C'est un lapin à la nature tranquille, bien adapté pour devenir un animal de compagnie ou pour participer à des exhibitions.

## Sélection

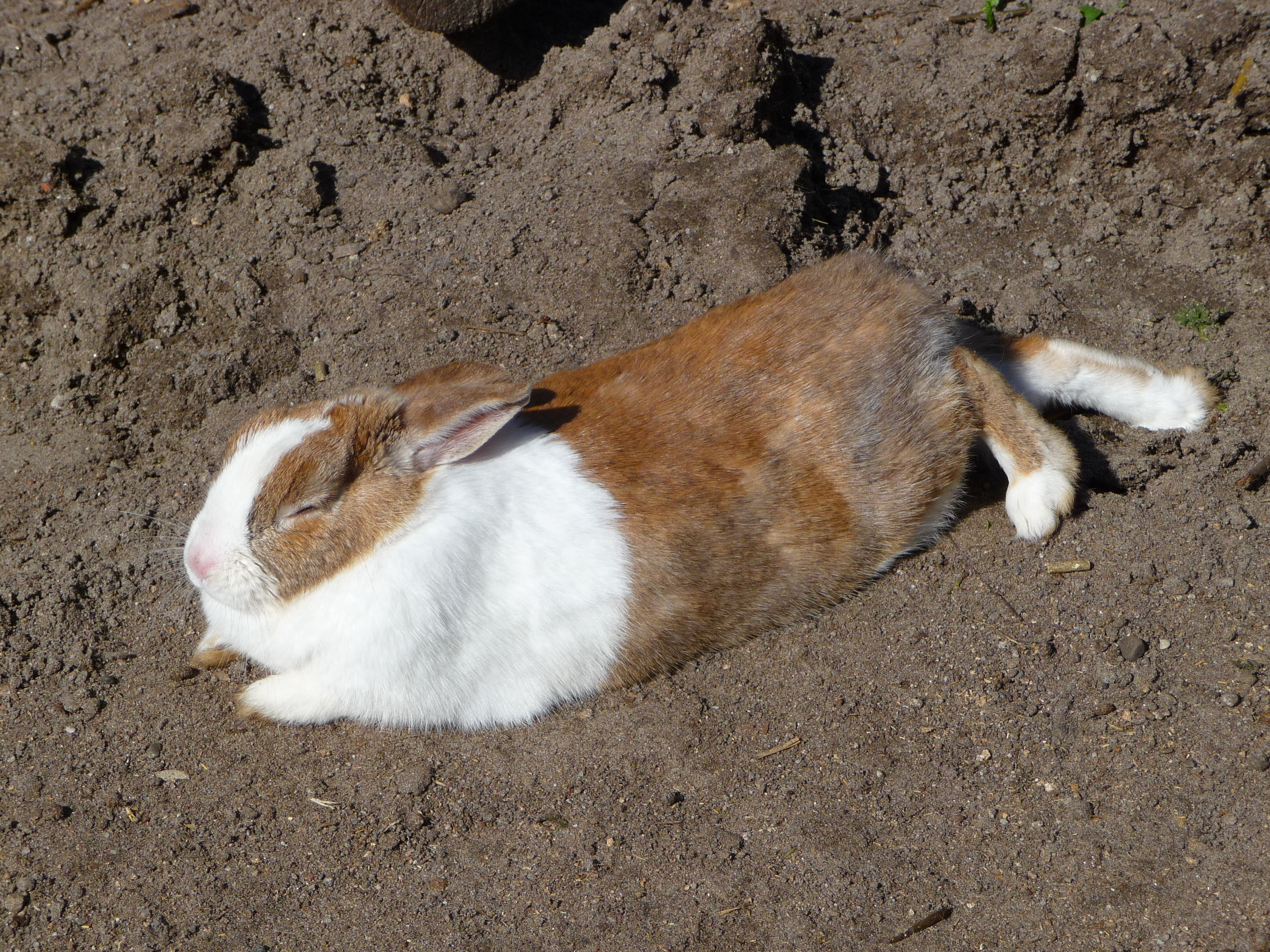
Lapin hollandais.

Le hollandais a été sélectionné dès le XIXe siècle comme un lapin d'ornement. Ainsi, l'attention des éleveurs se portent principalement sur le motif de coloration du lapin, qui doit être parfaitement symétrique. Ils essayent également d'introduire de nouvelles couleurs, dues à des mutations génétiques. Ainsi, alors que ce lapin a des taches noires à l'origine, on parvient aujourd'hui à obtenir des tons allant du chocolat au jaune en passant par le bleu et le gris. De plus en plus de ces colorations sont reconnues par les associations nationales liées à la race.
Le lapin hollandais a également participé à l'élaboration du lapin polonais, une autre race de lapin de compagnie.

## Diffusion
Cette race, sélectionnée en Angleterre, s'est très bien exportée dans le monde entier comme lapin de compagnie. Elle est notamment une des races les plus populaires aux États-Unis.